# فرودگاه بین‌المللی پلوتاس
فرودگاه بین‌المللی پلوتاس (به انگلیسی: Pelotas International Airport) (به زبان بومی: Aeroporto Internacional de Pelotas) یک فرودگاه همگانی مسافربری با کد یاتا PET است که یک باند فرود آسفالت دارد و طول باند آن ۱۹۸۰ متر است. این فرودگاه در کشور برزیل قرار دارد و در ارتفاع ۱۸ متری از سطح دریا واقع شده است.

## شرکت‌های هواپیمایی و مقصدهای پروازی
| شرکت‌های هواپیمایی     | مقصدهای پروازی |
| --------------------- | -------------- |
| آزول برزیلین ایرلاینز | سلگدو فیلهو    |